# Terrore al campeggio
Terrore al campeggio (Return to Ghost Camp) è l'ottantunesimo racconto della collana Piccoli brividi, dello scrittore statunitense R. L. Stine.

## Trama
Dustin Minium, un ragazzo timido e introverso, viene costretto dai genitori a frequentare il campeggio "Luna Piena" per fare nuove amicizie. Sul pullman diretto al campo, Dustin fa la conoscenza di Ari Davis, un ragazzo atletico e spavaldo abilissimo nel creare rime con qualsiasi cosa e sempre pronto a combinare scherzi: riesce infatti a convincere Dustin a scambiare la sua identità con lui per rendere la permanenza al campeggio più interessante. Arrivati al campo i due attuano lo scambio d'identità e, con stupore di entrambi, Dustin (ora Ari) viene assegnato al bungalow Apache (il migliore del campeggio) mentre Ari (ora Dustin) a quello peggiore, il Cherokee. Giunto nel bungalow legittimamente non corretto, Dustin fa la conoscenza di Noah Ward, Ben e Jason, tre ragazzi che non fanno altro che trattarlo come se fosse un re. Quando Dustin chiede, giustamente, il perché di questo trattamento i ragazzi si rabbuiano, chiedendogli se è a conoscenza del suo "compito" qui al campeggio. Dustin mente, ignorando quale sia questo compito, e i tre ragazzi tornano a trattarlo benissimo.
Quella sera, dinanzi al grande falò, lo zio Lou, il direttore del campeggio, racconta ai giovani campeggiatori la macabra storia del "Rapitore", un essere misterioso e spaventoso che ogni anno rapisce un ragazzo del campeggio "Luna Piena". A seguito di questa storia, Dustin comincia a notare cose strane e inquietanti: un ragazzo mangia due api come se nulla fosse e molti altri ragazzi risultano immuni al dolore, come ad esempio quando un ragazzo di nome Billy viene colpito da una freccia al braccio e in piena fronte senza provare alcuna sofferenza, o un altro ragazzo viene trapassato da una palla da baseball come se lui fosse fatto di fumo. Gli viene inoltre detto da Noah, Ben e Jason che quest'anno lui (da tutti creduto Ari Davis) è il prescelto per essere preso dal Rapitore. Scoperta questa verità, Dustin cerca di tornare nuovamente sé stesso ma Ari non vuole saperne (anche se inizialmente era deciso a tornare anch'egli sé stesso) e fa credere a tutti di essere veramente lui Dustin Minium, mettendo più e più volte i bastoni fra le ruote al protagonista, come quando taglia letteralmente il filo del telefono per impedirgli di chiamare casa. Anche quando Logan, il fratellino di Dustin, arriva al campeggio fa finta di non riconoscerlo perché minacciato da Ari. Dustin poi fugge nella foresta, piena di fameliche volpi, e fa la conoscenza di Laura Carter, una ragazza del campeggio femminile che si trova dalla parte opposta, anch'ella impaurita dallo strano comportamento delle sue compagne e dal modo in cui viene trattata dalle istruttrici.
La notte seguente, visto che Logan non ha voluto collaborare, Dustin decide di fuggire con Laura nella foresta, cercando di attraversare il fiume per poter raggiungere la strada, la loro unica salvezza, ma vengono fermati da Noah, che si rivela essere un fantasma: egli dice a Dustin che in realtà tutti i campeggiatori del campeggio "Luna Piena" sono i fantasmi delle persone uccise dal Rapitore, accusando Laura di essere l'essere mostruoso che ha compiuto gli omicidi. Laura cerca di convincere Dustin ad attraversare il fiume ma, dopo un continuo scambio di accuse tra Noah e Laura, il protagonista fugge e viene inseguito dalla ragazza e dal fantasma: proprio in quel momento la ragazza si tramuta in una volpe famelica dagli occhi rossi, poiché è veramente lei il Rapitore (come aveva detto Noah), ma Dustin riesce a sfuggirle. Con l'aiuto di Noah riesce ad attraversare il fiume senza guadarlo, poiché la superficie dell'acqua è piena di mani verdi vive, mentre il Rapitore muore cadendo nell'acqua e venendo trascinato nelle profondità acquatiche da quelle orribili mani. Grazie al suo aiuto, le anime di Noah e degli altri vengono liberate, ma ora Dustin rimane intrappolato dall'altra parte del fiume e non sa come tornare indietro.

## Personaggi
- Dustin Minium: un ragazzo timido ed introverso che viene mandato al campeggio "Luna Piena" per fare nuove amicizie. Accetta, seppur riluttante, di scambiarsi d'identità con Ari.
- Ari Davis: un ragazzo spavaldo e atletico, è bravissimo nel creare rime con qualsiasi parola. Si scambia d'identità con Dustin per rendere la permanenza al campeggio più interessante. Si rivela successivamente essere un ragazzino antipatico e manesco, cercando di impedire a Dustin di ritornare sé stesso, arrivando anche alle mani.
- Laura Carter/Il Rapitore: un malvagio essere mutaforma, ha ucciso tutti i campeggiatori del campeggio "Luna Piena". Si trasforma in una ragazza di nome Laura Carter come copertura per avvicinarsi a Dustin e convincerlo ad attraversare il fiume per poi ucciderlo. La sua vera forma, generalmente, è quella di una volpe dagli occhi rossi.
- Logan Minium: il fratello minore di Dustin. Viene minacciato da Ari per far credere a tutti che egli è in realtà suo fratello.
- Noah Ward: uno dei compagni di bungalow di Dustin. Nel finale è lui a rivelarsi a Dustin come fantasma.
- Ben: uno dei compagni di bungalow di Dustin.
- Jason: uno dei compagni di bungalow di Dustin.
- Zio Lou: il direttore del campeggio "Luna Piena".
- Nate: uno degli istruttori del campeggio "Luna Piena".
- Melvin: uno dei compagni di bungalow di Ari. Ha una collezione di stringhe per scarpe.

## Curiosità
- La storia non ha nulla a che vedere con il libro della stessa serie Ectoplasmi!, anche se in originale presentano sempre il titolo "Ghost Camp".
- Anche in questo caso, come nei libri della stessa serie Il campeggio degli orrori e Ectoplasmi!, il direttore del campeggio viene chiamato "zio".
- All'inizio del racconto viene citato e compare un poster di Hulk Hogan, il noto wrestler di cui Dustin è grande fan.
- La copertina, realizzata da Tim Jacobus (illustratore della serie), rappresenta uno spettro scheletrico fuoriuscire da un falò di un campeggio. Anche in questo caso, ciò che viene rappresentato non fa riferimento a nulla di ciò che accade nel romanzo.

## Edizioni
- R. L. Stine, Terrore al campeggio, traduzione di Cristina Scalabrini, collana Piccoli brividi, Arnoldo Mondadori Editore, 2001,  p. 125, ISBN 88-04-49627-4.